# Coelichneumon albopilosellus
Coelichneumon albopilosellus là một loài tò vò trong họ Ichneumonidae.